# 刘心报
刘心报（1964年7月—），安徽怀宁人，享受国务院政府特殊津贴专家，教育部长江学者特聘教授，合肥工业大学教授。

## 生平
1985年毕业于安徽师范大学数学系，1987年于吉林工业大学获硕士学位，2002年于合肥工业大学获博士学位。1990年起任教于合肥工业大学（原安徽工学院），曾任合肥工业大学校长助理、研究生院常务副院长。
2018年入选2017年度“长江学者奖励计划”特聘教授，是合肥工业大学第一位由本校培养并依托本校申报入选的长江学者特聘教授。

## 学术贡献
主要从事决策科学与技术、智能制造工程管理等研究工作。主持国家863项目、国家自然科学基金创新研究群体项目、国家自然科学基金重点项目、国家重点研发计划课题等项目20余项，发表学术论文200余篇。获国家科技进步二等奖、教育部自然科学一等奖、安徽省科技进步一等奖、国家级教学成果奖一等奖等奖励。

## 社会兼职
国务院学位委员会第八届管理科学与工程学科评议组成员，中国系统工程学会副理事长、智能制造系统工程专业委员会主任委员。